# A Simple Favor
A Simple Favor är en amerikansk kriminalkomedifilm/thrillerfilm, baserad på Darcey Bells roman med samma namn, som hade biopremiär i USA den 14 september 2018, samt i Sverige den 28 september samma år. Filmens regi ansvaras av Paul Feig, medan själva manusbiten ansvaras av Jessica Sharzer. Huvudrollerna spelas av Anna Kendrick, Blake Lively, Henry Golding, Andrew Rannells, Linda Cardellini, Rupert Friend, och Jean Smart.
I maj 2022 kom de första uppgifterna om att en uppföljare till A Simple Favor var under utveckling. Filmen har dessutom, sedan den hade biopremiär, visats ett flertal gånger på svensk TV,  bland annat på TV3 den 12 juli 2024.

## Handling
Filmens handling kretsar kring vloggaren och singelmamman Stephanie Smothers, som lär känna en elegant och mystisk kvinna vid namn Emily Nelson, vars son faktiskt råkar gå i samma klass som Stephanies egen son. En dag försvinner Emily helt spårlöst från sitt hem, vilket lämnar Stephanie i ett enda stort orosmoment. Hon tar därför kontakt med Emilys man, Sean Townsend, så att hon kan reda ut alla dessa frågetecken, och samtidigt ta reda på vad det egentligen är som har hänt.

## Rollista
| Anna Kendrick     | – Stephanie Smothers                     |
| Blake Lively      | – Emily Nelson / Hope och Faith McLanden |
| Henry Golding     | – Sean Townsend                          |
| Andrew Rannells   | – Darren                                 |
| Linda Cardellini  | – Diana Hyland                           |
| Dustin Milligan   | – Chris                                  |
| Jean Smart        | – Margaret McLanden                      |
| Rupert Friend     | – Dennis Nylon                           |
| Eric Johnson      | – Davis Smothers                         |
| Bashir Salahuddin | – Detektiv Summerville                   |
| Aparna Nancherla  | – Sona                                   |
| Joshua Satine     | – Miles Smothers                         |
| Ian Ho            | – Nicholas "Nicky" Townsend-Nelson       |
| Kelly McCormack   | – Stacy                                  |
| Sarah Baker       | – Maryanne Chelkowsky                    |
| Melissa O'Neil    | – Beth T.A.                              |
| Patti Harrison    | – Kiko                                   |
| Corinne Conley    | – Bibliotekarie                          |